# نيللي أوشيندو
نيللي أوزونا إديث أوشيندو، (1950 - 12 أبريل 2005)، مغنية نيجيرية وملحنة. احتفلت أوشيندو بتحديثها للموسيقى الشعبية الإيبغو التقليدية، وقد اشتهرت بعد إصدار أغنيتها عام 1976 "Love Nwatinti" والتي أكسبتها لقب «سيدة بصوت ذهبي». أصدرت 6 تسجيلات طويلة خلال حياتها المهنية.

## حياتها ووظيفتها
ولدت أوشيندو في عام 1950 في أموشو، وهي بلدة في منطقة أغواتا افي ولاية أنمبرة، شرق نيجيريا، بدأت أوشيندو الغناء في سن مبكرة. وانضمت لاحقًا إلى مجموعة الأستاذ سوني أوتي الموسيقية التي بلغت أوج ازدهارها بأصواتها. في عام 1976، انطلقت مسيرتها الموسيقية إلى الأضواء في أعقاب إصدار فيلم Homzy Sounds الكلاسيكي الذي يحمل عنوان "Love Nwatinti".
شهدت مسيرتها الموسيقية سجلاً في العديد من أنواع الموسيقى، بما في ذلك موسيقى الإيغبو عالية المستوى، وموسيقى البوب والغوسبل التي قامت بها في الفترة الأخيرة من حياتها المهنية. شهدت مسيرة أوشيندو المهنية أيضًا أدائها خارج نيجيريا، وأبرزها أداءها في لندن بالمملكة المتحدة خلال الثمانينيات.

## ديسكوغرافيا
- لوف نوانيتي (1976)
- آكا بو إزي (1977)
- ماماوسا (1978)
- أنا أصدق (1979)
- (أوجاديلي جي نما) 1982
- اصنع نيجيريا جديدة (1988)

## وفاتها
توفيت أوشيندو في 12 أبريل 2005 في مستشفى في ولاية إنوغو بنيجيريا بعد إصابتها بمرض السرطان.وكانت تبلغ من العمر 55 عامًا.